# M. J. Hyland
Maria Joan Hyland (Londra, 6 giugno 1968) è una scrittrice australiana di origini irlandesi. Il suo secondo romanzo, Il bambino che non sapeva mentire, è stato finalista al prestigioso Man Booker Prize nel 2006 ed inoltre ha vinto i premi Encore Award e Hawthornden Prize nel 2007.

## Vita
La scrittrice nasce a Londra da genitori irlandesi. Quando ha due anni la famiglia decide di trasferirsi in Australia, ma dopo un paio d'anni gli Hyland tornano in Europa per stabilirsi a Dublino, città dove la giovane Maria trascorre l'infanzia. Quando ha undici anni i genitori decidono di trasferirsi nuovamente in Australia, a Melbourne. Terminato il liceo, Maria lavora brevemente per cinema e televisione — collaborando ad un episodio della serie televisiva Carson's Law e lavorando come assistente alla regia del programma televisivo del presentatore Derryn Hinch — prima di laurearsi in legge presso l'Università di Melbourne nel 1996. Dopo aver lavorato come avvocato per circa sei anni, nel 2004 completa un master in letteratura inglese presso la stessa Università.
La Hyland si trasferisce a Londra nel 2005, mentre nel 2006 trascorre un periodo a Roma

## Opere
M.J. Hyland pubblica il suo primo lavoro all'età di 17 anni sulla rivista Australian Short Stories.
Nel corso degli anni '90 la scrittrice cura la rivista letteraria Nocturnal Submissions esistente in quegli anni. Uno dei suoi primi racconti, pubblicato dalla rivista New York Stories, viene nominato per il Pushcart Prize. La Hyland affermerà poi che a volte le ci voleva una settimana per scrivere un singolo paragrafo. Nel 2002 riceve una sovvenzione per completare la stesura finale del suo primo romanzo, nonché per poter lavorare alle prime due stesure del suo secondo romanzo, incentrato su "famiglia, primo amore e bugie".
Il suo primo romanzo How The Light Gets In (2004) è stato pubblicato in Australia dalla prestigiosa casa editoriale Penguin, mentre nel Regno Unito da Canongate. Anche se non è ancora stato pubblicato in Italia, il romanzo è stato tradotto in molte lingue, è stato finalista al Commonwealth Writers Prize, e nel 2005 si è piazzato terzo al Barnes and Noble Discover Award. Nel 2004 la scrittrice inoltre si è vista assegnare il premio di miglior giovane romanziere dal Sydney Morning Herald's sempre grazie a How the Light Gets In.
Il suo secondo romanzo, Carry me down, è stato pubblicato nel 2006 da Canongate e nel 2007 è stato pubblicato in Italia da Bompiani con il titolo Il bambino che non sapeva mentire; il romanzo nel 2006 è stato finalista al Man Booker Prize e nel 2007 al Commonwealth Writers Prize nelle sezioni riguardanti Europa e Sud Asia. Lo stile di scrittura della Hyland è stato descritto come claustrofobico, e lei stessa è stata soprannominata "maestra nel raccontare i dettagli".

## Premi
- Premio del Sydney Morning Herald come miglior giovane romanziere australiano, 2004
- Encore Award per il miglior secondo libro, (Regno Unito) 2007
- Hawthornden Prize per la migliore opera letteraria, (Regno Unito) 2007

## Romanzi
- Dove filtra la luce (How the Light Gets In, 2004), Milano, Bompiani, 2008 traduzione di Marina Rotondo ISBN 978-88-452-6134-3.
- Il bambino che non sapeva mentire (Carry Me Down, 2006), Milano, Bompiani, 2007 traduzione di Marina Rotondo ISBN 88-452-5798-3.
- This Is How (2007)